# Віїшоара (Вилча)
Віїшоара (рум. Viișoara) — село у повіті Вилча в Румунії. Входить до складу комуни Фринчешть.
Село розташоване на відстані 164 км на північний захід від Бухареста, 20 км на південний захід від Римніку-Вилчі, 79 км на північ від Крайови, 134 км на південний захід від Брашова.

## Населення
За даними перепису населення 2002 року у селі проживали 307 осіб, усі — румуни. Усі жителі села рідною мовою назвали румунську.